# Измайлова, Наталия Терентьевна
Наталия Терентьевна Изма́йлова (по мужу — Виссо́нова; 1899—1968) — советская оперная певица (меццо-сопрано). Заслуженная артистка РСФСР (1945), лауреат Сталинской премии второй степени (1947).

## Биография
Наталия Измайлова родилась 27 августа (8 сентября) 1899 года в Семипалатинске, Российская империя.
В 1918 году окончила Усть-Каменогорскую гимназию, в 1929 году — Томский музыкальный техникум. В 1921—1925 годах работала секретарем-машинисткой, преподавателем пения в педагогическом техникуме в городе Усть-Каменогорске. По окончании музыкального техникума работала в нём преподавателем.
Сценический путь начала артисткой хора краевой оперы в Иркутске и Новосибирске в 1934 году. Затем В Новосибирске работала солисткой краевого радиокомитета. С 1935 года — ведущая солистка Молотовского (Пермского) АТОБ («ответственное меццо-сопрано»).
Также занималась общественной деятельностью — будучи членом КПСС, являлась секретарем партийной организации театра. Избиралась в областной Совет депутатов трудящихся.
Умерла 6 апреля 1968 года. Похоронена в Перми на Верхне-Муллинском кладбище.
Н. Т. Измайлова-Виссонова являлась основателем и первым руководителем вокального класса студенческого клуба Пермского государственного университета, которому было присвоено её имя.

## Оперные партии
- «Борис Годунов» М. П. Мусоргского — Марина Мнишек
- «Хованщина» М. П. Мусоргского — Марфа
- «Царская невеста» Н. А. Римского-Корсакова — Любаша
- «Пиковая дама» П. И. Чайковского — Графиня, Полина
- «Мазепа» П. И. Чайковского — Любовь
- «Евгений Онегин» П. И. Чайковского — Няня
- «Дубровский» Э. Ф. Направника — Егоровна
- «Запорожец за Дунаем» С. С. Гулак-Артемовского — Одарка
- «Мятеж» Л. А. Ходжи-Эйнатова — Мать
- «Тихий Дон» И. И. Дзержинского — Аксинья
- «Броненосец „Потёмкин“» О. С. Чишко — Груня
- «Севастопольцы» М. В. Коваля — Старуха-мать
- «В бурю» Т. Н. Хренникова — Мать
- «Кармен» Ж. Бизе — Кармен
- «Дон Карлос» Дж. Верди — Эболи
- «Аида» Дж. Верди — Амнерис

## Награды и премии
- Сталинская премия второй степени (1947) — за исполнение партии Старухи-матери в оперном спектакле «Севастопольцы» М. В. Коваля.
- заслуженная артистка РСФСР (1945).
- орден Трудового Красного Знамени (31.7.1946).